# Noßdorf
Noßdorf, niedersorbisch Nosydłojce, ist ein Wohnplatz der Stadt Forst (Lausitz) im Landkreis Spree-Neiße im Südosten des Landes Brandenburg. Der Ort war bis zum 31. März 1940 eine eigenständige Gemeinde.

## Lage
Noßdorf liegt in der Niederlausitz, rund drei Kilometer vor der Grenze zu Polen und 20 Kilometer Luftlinie südöstlich von Cottbus. Umliegende Ortschaften sind die Forster Kernstadt im Nordosten und Osten, Domsdorf im Südosten, Siedlung im Süden, Groß Jamno im Westen und Klein Jamno im Nordwesten. Noßdorf gehört zum amtlichen Siedlungsgebiet der Sorben/Wenden.
Noßdorf liegt an der Landesstraße 49, südlich von Noßdorf liegen die Bundesstraße 112 sowie die Anschlussstelle Forst an der Bundesautobahn 15. Der östlich des Ortes liegende Malxe bildet die Grenze zur Forster Kernstadt, mit der Noßdorf während des 20. Jahrhunderts zusammengewachsen ist.

## Geschichte

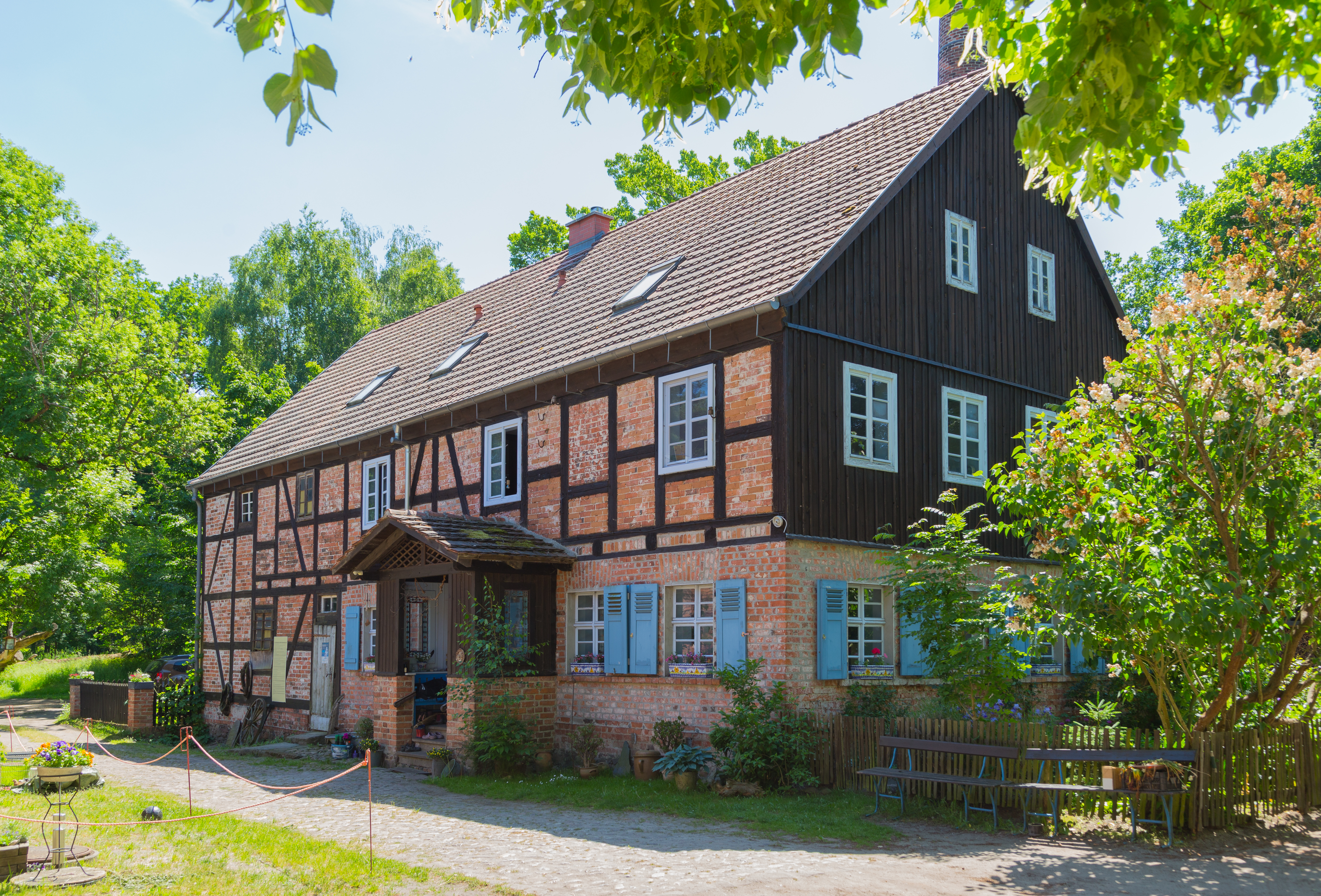
Alte Wassermühle

Der Ort wurde erstmals in den Kirchenartikeln des Bistums Meißen von 1346/1495 mit dem Namen Noßelstorff erwähnt. Für das Jahr 1545 ist die Bezeichnung Nostorf überliefert. Der Ortsname geht vermutlich auf eine alte sorbische Bezeichnung zurück und bedeutet „neue Siedlung“ bzw. „neues Dorf“. Noßdorf war seit dem 14. Jahrhundert ein Amtsdorf in der Herrschaft Forst. Diese kam durch den Prager Frieden von 1635 zum Kurfürstentum Sachsen. Noßdorf gehörte dort verwaltungstechnisch zum Gubener Kreis. Seit 1628 gibt es in Noßdorf eine Schule. Das erste Schulgebäude wurde 1677 durch einen Neubau ersetzt, der wiederum im Jahr 1696 abbrannte. Im Jahr 1806 wurde das Kurfürstentum Sachsen zum Königreich Sachsen erhoben. Durch die auf dem Wiener Kongress beschlossenen Teilung des Königreiches Sachsen gehörte Noßdorf schließlich zum Königreich Preußen.

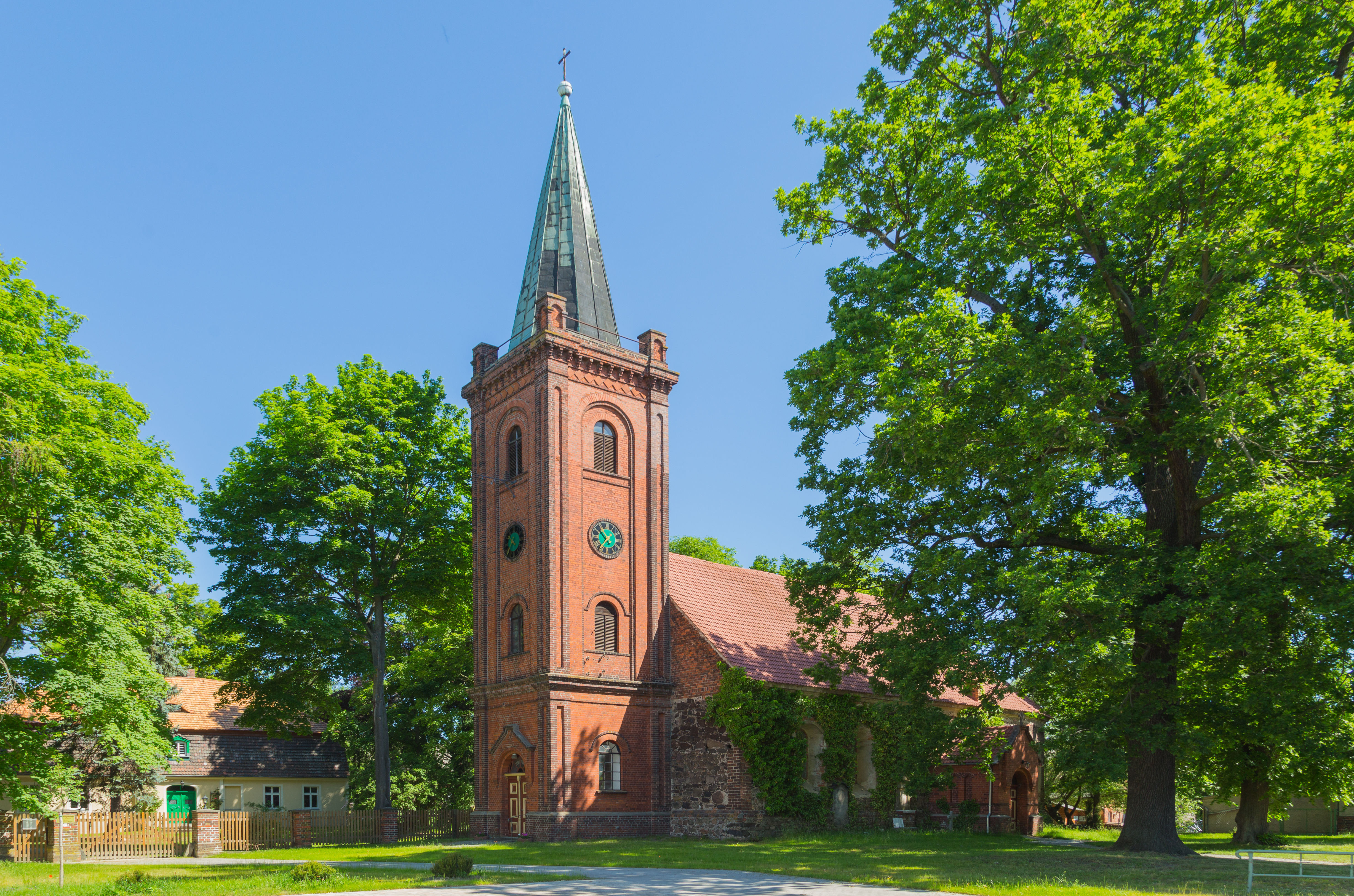
Dorfkirche Noßdorf

Bei der Gebietsreform in Preußen im Jahr 1816 wurde Noßdorf dem Landkreis Sorau in der Provinz Brandenburg zugeordnet. Anfang der 1840er-Jahre hatte der Ort 219 Einwohner. Zu Noßdorf gehörten damals eine Wassermühle, eine Schäferei und eine Ziegelei. Die Kirchengemeinde Noßdorf war der Superintendentur Forst unterstellt. Bei der Volkszählung am 1. Dezember 1871 hatte die Landgemeinde Noßdorf 376 Einwohner, die sich auf 84 Familien und sechs Einzelhaushalte verteilten. Von den Einwohnern waren 177 Männer und 199 Frauen; 85 Einwohner waren Kinder unter zehn Jahren. Des Weiteren lebten im Gutsbezirk Vorwerk Noßdorf 17 Einwohner, davon elf Männer und sechs Frauen. Laut Arnošt Muka hatte Noßdorf im Jahr 1884 noch 40 sorbischsprachige Einwohner. 1886 erhielt die im 14. oder 15. Jahrhundert errichtete Dorfkirche Noßdorf einen quadratischen Westturm.
Ab 1874 bildete Noßdorf zusammen mit den Landgemeinden Groß Jamno und Jethe sowie dem Gutsbezirk Domsdorf den Amtsbezirk Noßdorf. In der folgenden Zeit erlebte Noßdorf aufgrund der Nähe zur sich ebenfalls ausdehnenden Stadt Forst ein starkes Bevölkerungswachstum. Am 1. Dezember 1910 hatten die Landgemeinde und der Gutsbezirk Noßdorf zusammen 1056 Einwohner. Am 30. September 1928 wurde der Gutsbezirk aufgelöst und in die Landgemeinde eingegliedert. Am 1. April 1940 wurden Noßdorf und die Gemeinden Domsdorf, Eulo, Keune und Scheuno aufgelöst und in die kreisfreie Stadt Forst eingemeindet. Bei der letzten Volkszählung ein Jahr zuvor hatte Noßdorf 1438 Einwohner. Nach dem Ende des Zweiten Weltkrieges wurde der Ort Teil der Sowjetischen Besatzungszone. Ab 1947 gehörte Noßdorf zum Land Brandenburg. Ab dem 7. Oktober 1949 gehörte der Ort zur DDR. Seit dem 1. Juli 1950 gehörte Noßdorf mit der Stadt Forst zum Landkreis Cottbus; bei der DDR-Gebietsreform vom 25. Juli 1952 wurde Forst Kreisstadt des neuen Kreises Forst im Bezirk Cottbus, in dem auch Noßdorf fortan lag.
1978 wurde die Dorfschule von Noßdorf zu einer zehnklassigen Polytechnischen Oberschule umgeformt. Nach der Wiedervereinigung lag Noßdorf zunächst im Landkreis Forst im Bundesland Brandenburg. Seit 1991 ist die Schule in Noßdorf wieder eine sechsklassige Grundschule. Der Landkreis Forst ging am 6. Dezember 1993 im neuen Landkreis Spree-Neiße auf, gleichzeitig wurde Noßdorf von einem Ortsteil zu einem Wohnplatz herabgestuft.

## Einwohnerentwicklung
| Jahr | Einwohner |
| ---- | --------- |
| 1875 | 423       |
| 1890 | 574       |
| 1910 | 1.056     |

| Jahr | Einwohner |
| ---- | --------- |
| 1925 | 1.042     |
| 1933 | 1.154     |
| 1939 | 1.438     |

Gebietsstand des jeweiligen Jahres